# Ujma Duża
Ujma Duża – wieś w Polsce, położona w województwie kujawsko-pomorskim, w powiecie aleksandrowskim, w gminie Zakrzewo.

## Podział administracyjny
W latach 1975–1998 miejscowość administracyjnie należała do województwa włocławskiego. Wieś sołecka – zobacz jednostki pomocnicze gminy Zakrzewo w BIP.

## Historia
Ujma Mała i Ujma Duża, w dokumentach występują jako Ugyma, Uyma. W roku 1557 Ujma Duża pisana jako Huima major, dwie wsie położone po obu brzegach rzeki Bachorzy w ówczesnym powiecie nieszawskim, gminie Sędzin, parafii Kościelna Wieś i Siniarzewo (dla Ujmy Dużej), odległość 16 wiorst (około 17,1 km) od Nieszawy.
W roku 1885 Ujma Mała ma 94 mieszkańców i 528 mórg. W 1827 r. było w Ujmie Małej 8 domów i 68 mieszkańców. Ujma Duża miała w tym czasie (1885 r.) 168 mieszkańców, 1272 mórg. W 1827 r. było tu 18 domów i 185 mieszkańców.
Obie wsie mają średniowieczny rodowód i wspólnie pisaną historię wieków średnich będąc własnością biskupów gnieźnieńskich z oddzielną administracją. Mstivus dux Pomeraniae w roku 1288 ze wsi Repka (pod Bydgoszczą), zamienia z arcybiskupem gnieźnieńskim Jakubem swą wieś Gardnę nad jeziorem, na wieś arcybiskupa in Kujavia super Bahoram fluvium, que Minor Uyma diei dicitur. Eufrozyna, wdowa po Kazimierzu księciu kujawskim, wieś tę, otrzymaną w spadku po Mszczugu (Mstiugius), księciu pomorskim, nadaje w roku 1292 kościołowi gnieźnieńskiemu (zapis ten dotyczy Ujmy Małej). Janisław, arcybiskup gnieźnieński przeznacza dziesięciny z Ujmy na uposażenie kancelarii gnieźnieńskiej. W dokumencie z roku 1354 wymieniono binum Uyma, widocznym więc, że i Wielka Ujma przeszła w posiadanie arcybiskupów (Kodeks Dyplomatyczny Wielkopolski s.620, 688, 1116, 1354). W tejże wsi In Ugyma villa nostra datuje Jakub, arcybiskup gnieźnieński, akt wydany 2 kwietnia 1320 (Kodeks dyplomatyczny polski, t. II, s.217).
W roku 1557 wieś Huima major, w parafii Świniarzewo, własność arcybiskupa gnieźnieńskiego, płaciła od 28 łanów, 3 czynszowników, 6 komorników, 3 rzemieślników, zaś Huyma minor, w parafii Kościelna Wieś, od 12 łanów 1 komornika, 1 rzemieślnika (Pawiński Kodeks Wielkopolski, t.II, 6, 13).(opisu dostarczył Bronisław Chlebowski SgKP tom XII. s.768)

## Współczesność
- 1908 – budowa kolei wąskotorowej z Dobrego do Nieszawy, z placem rozładunkowym w Ujmie Dużej
- 1958 – powstanie Kółka Rolniczego w Ujmie Dużej
- około 1966 – elektryfikacja wsi
- 1996 – budowa gazociągu
- 2002 – zamknięcie kolei wąskotorowej
- 2012 – modernizacja drogi wojewódzkiej nr 252 (Inowrocław - Brześć Kujawski)